# 月球上的日食
- 繪畫，反映出月蝕時,在月球表面可能觀察到的景象[1]
- 模擬由月球觀察在2007年8月28日出現的月蝕開始及完結的情況[2]

在天文學上，月球發生日蝕是因其行星（地球）運行至月球與太陽之間成一直線，因此進入地球本影或半影。與此同時，在地球則觀察到月蝕。
月球上出現日全蝕時，因為地球大氣層會將太陽光中的波長較短的如藍光反射及吸收，並將波長較長的如紅光折射至月球表面。因此月球地表會成為紅色，而不是像地球日全蝕般漆黑一片。

## 外部連結
- . JAXA. 2009-02-18  [2020-08-24]. （原始内容存档于2020-11-11）.
- 辉夜号 (航天器)